# Trattinnickia lawrancei
Trattinnickia lawrancei là một loài thực vật có hoa trong họ Burseraceae. Loài này được Standl. miêu tả khoa học đầu tiên năm 1942.